# La Guerre de 1870. Les Dernières Cartouches
Pour les articles homonymes, voir Les Dernières Cartouches (homonymie).
Pour plus de détails, voir Fiche technique et Distribution.
La Guerre de 1870. Les Dernières Cartouches est un téléfilm documentaire français réalisé par Éric Deroo et diffusé en 2020.

## Synopsis
Le 2 septembre 1870, l'empereur Napoléon III capitule à Sedan face à l'armée prussienne. Dès lors, les intrigues, les luttes et les combats vont construire l'histoire de la Troisième République.

## Fiche techniques
- Titre original : La Guerre de 1870. Les Dernières Cartouches
- Réalisation : Éric Deroo
- Scénario : Éric Anceau
- Production : Galatée Films
- Coproduction : Histoire TV
- Producteurs : Jacques Perrin, Nicolas Elghozi
- Pays d'origine : France
- Langue originale : français
- Genre : documentaire
- Format : couleur
- Durée : 80 minutes
- Date de sortie : 2020

## Réception
Le documentaire est bien accueillit par la presse,.